# رابرت هایزر
رابرت ارنست هایزر (به انگلیسی: Robert Ernest Huyser)‏ (۱۴ ژوئن ۱۹۲۴ – ۲۲ سپتامبر ۱۹۹۷) ژنرال ۴ ستاره نیروی هوایی ایالات متحده آمریکا بود. وی از ۱۹۷۵ تا ۱۹۷۹ به‌عنوان جانشین فرماندهی اروپایی ایالات متحده آمریکا فعالیت می‌کرد و از ۱۹۷۹ تا ۱۹۸۱ فرماندهی هوایی نظامی را برعهده داشت.

## زندگی‌نامه
او در جنگ‌های جهانی دوم، کُره و ویتنام شرکت داشت و در جنگ جهانی دوم خلبان هواپیماهای معروف «ب - ۵۲» بود (درحالی که این هواپیما ۷سال بعد از جنگ جهانی تازه اختراع شده بود و ژنرال در رویا پرواز میکرد)که بیشترین نقش را در جنگ ویتنام داشتند. وی دارای بیش از ۵۰۰۰ ساعت پرواز با هواپیمای جنگی، ۲۰۰۰ ساعت پرواز با هواپیماهای سوخت‌رسان، ۱۴۰۰ ساعت پرواز یک‌نفره و ۱۵۰۰ ساعت پرواز با هواپیماهای سبک بود. هایزر تمام مدال‌های افتخار نیروی هوایی آمریکا را تصاحب کرده بود. او از ۱۹۷۵ معاون ناتو واقع در اشتوتگارت بود و ریاست اداره مستشاری ارتش ایران نیز زیر نظر او قرار داشت.

## سفر به ایران در آستانهٔ انقلاب
وی برای مأموریتی ویژه در تاریخ ۱۴ دی ۱۳۵۷ به تهران آمد تا دولت آمریکا را در تصمیم‌گیری‌های بعدی و اطلاع از اوضاع ایران یاری کند. او در طول مدت اقامت بیش از یک‌ماههٔ خود در ایران، فقط یکبار به دیدار محمدرضا  شاه پهلوی رفت و در آن جلسه، از روز و ساعت خروج محمدرضا شاه  پهلوی از ایران مطلع شد. علی‌رغم اینکه سفر وی به صورت محرمانه انجام شده بود، اما خبر ورود وی در دو روز بعد، یعنی در ۱۶ دی ۱۳۵۷ فاش شد.
این خبر در روزنامه‌های عصر روز ۱۶ دی ۱۳۵۷ اعلام شده بود که معاون فرماندهی سازمان پیمان آتلانتیک شمالی (ناتو) بدنبال تشکیل کنفرانس سران در «گوادلوپ» و در ساعات اوّلیه کنفرانس با مأموریت ویژه‌ای از طرف دولت آمریکا به تهران اعزام شده‌است. این جریان موجب پخش شایعاتی در میان مردم می‌گردد که آمریکا می‌خواهد مجدداً کودتایی شبیه کودتای ۲۸ مرداد در ایران به راه بیندازد. رادیوهای خارج از ایران نیز گزارش دادند، این ژنرال چهار ستاره که نام او «رابرت هایزر» می‌باشد، با مقامات نظامی ایران دیدار و گفتگو کرده است و هدف دیدار او از ایران مشخص نشده است.
او در کتاب خاطراتش نوشته است: «من برای بررسی این مسئله، مخفیانه به تهران آمدم که کودتا چگونه میسر است و آیا اصلاً به مصلحت هست یا نه؟ پس از بررسی‌های بسیار، از واشینگتن دستور رسید که دولتی قوی به رهبری شاپور بختیار تشکیل شود. در صورتی که این کار شکست بخورد کودتای نظامی انجام خواهد شد.»
به نوشتهٔ مرکز اسناد انقلاب اسلامی مأموریت هایزر در ایران چهار موضوع را دنبال می‌کرد:
- ممانعت از عملیات خودسرانه و حساب نشده ارتش پس از فرار شاه از ایران
- موظف‌سازی ارتش به حمایت از دولت بختیار و کودتای نظامی در صورت لزوم
- مشخص سازی سرنوشت قراردادهای فروش سلاح‌های پیشرفته آمریکا به ایران
- ممانعت از بتصرف‌درآمدن وسایل و سلاح‌های مدرن آمریکا در ایستگاه‌های رادار در ایران توسط شوروی

اما در نهایت با گسترش دامنهٔ اعتراضات و انقلاب، کاری از دست هایزر و کاخ سفید برنیامد و چند روز پیش از وقوع انقلاب تهران را ترک کرد.

## درگذشت
او در ۲۲ سپتامبر ۱۹۹۷ در مرکز پزشکی پایگاه نیروی هوایی تراویس درگذشت. 